# Dar al-Horra
Dar al-Horra es un palacio nazarí situado en el barrio del Albaicín, en la ciudad española de Granada. Se levantó en el siglo XIV sobre un palacio zirí anterior del siglo XI, que fue primera residencia del fundador de la dinastía Nazarí, Muhammad I, antes de trasladarse al monte de la Sabika.

## Historia
Está situado en lo alto de lo que fue la al-Qasba Qadima, o Alcazaba Vieja, núcleo inicial de la Granada musulmana, junto a los lienzos de la muralla de dicho barrio fortificado. Fue mandado construir sobre los restos del antiguo Palacio Real edificado en tiempos del rey zirí Badis ben Habús, una parte de cuyos cimientos pueden verse aún hoy en la base del muro norte de la actual edificación. Su nombre árabe viene a significar Casa de la Señora. En este palacio habitó en su momento Aixa, reina y madre de Boabdil. En ella vivió posteriormente el rey con Isabel de Solís, que fue previamente una esclava cristiana que cautivó al rey, convirtiéndola en su segunda esposa. Tras la conquista de Granada por los Reyes Católicos, fue cedida a Hernando de Zafra. Más tarde, quedó integrada en la clausura del monasterio de Santa Isabel la Real, hasta su adquisición por parte del Estado, ya avanzado el siglo XX.

## Descripción
El palacio tiene dos pisos y torreón y se organiza en torno a un patio con dos galerías en los lados menores, ambas de tres arcos, el central más alto que los laterales. Dichos arcos son de medio punto, peraltados y angrelados, y las columnas que los sustentan son cilíndricas, con capiteles típicamente nazaríes, muy similares a los del Patio de los Leones de La Alhambra. El patio muestra una pequeña alberca cuadrada en su centro. En el techo de la sala baja se conservan pinturas. La sala alta tiene como protagonista el mirador, que es además el elemento más reconocible desde el exterior. Su techo está constituido por una armadura de par y nudillo. A lo largo de la historia sufrió varias modificaciones, siendo la más destacable la sustitución de una de sus crujías por una pequeña nave mudéjar, construida como iglesia provisional del monasterio. No obstante, gran parte del palacio y de sus decoraciones originales han llegado a nosotros en buen estado de conservación.

## Galería

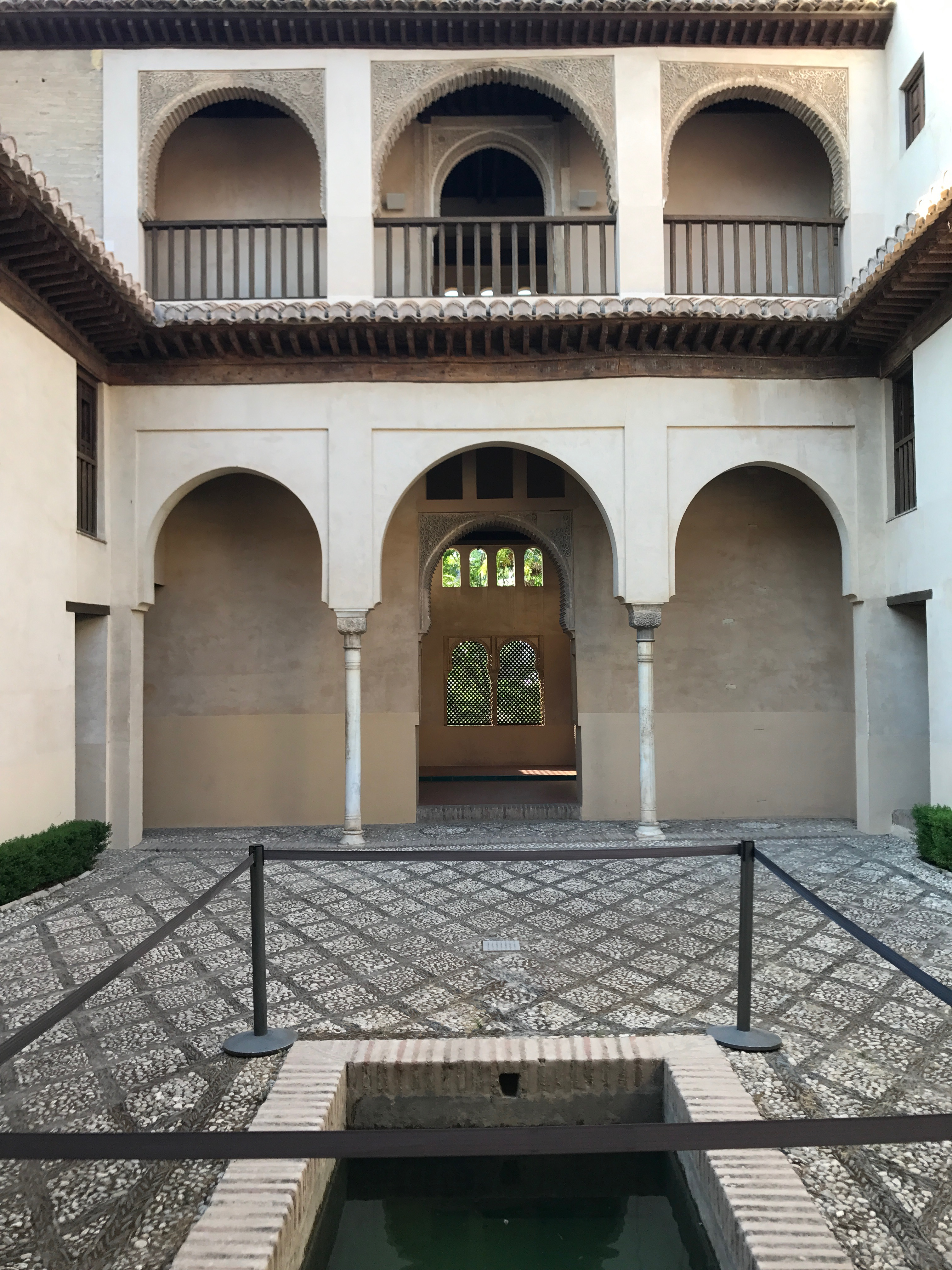
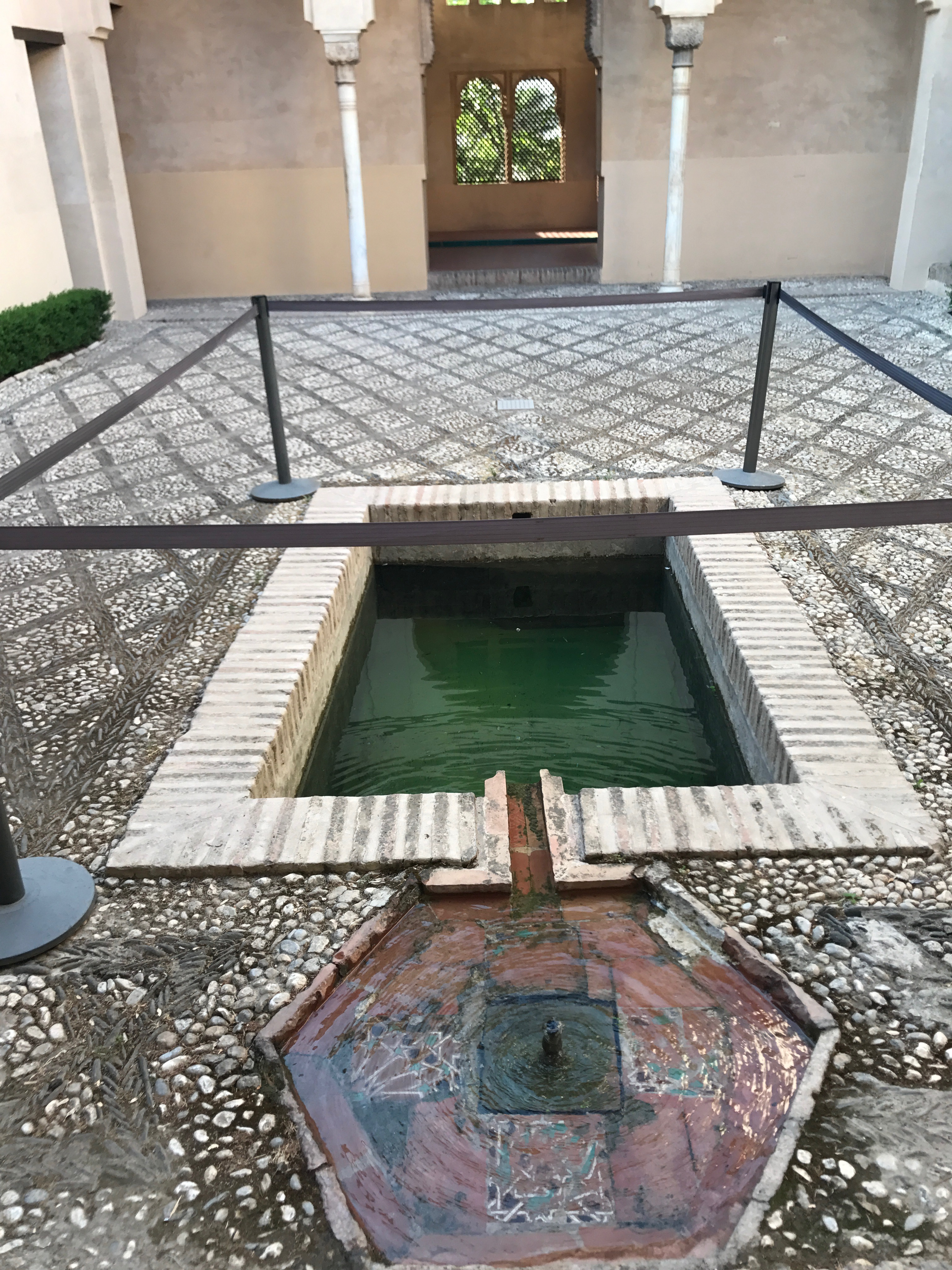
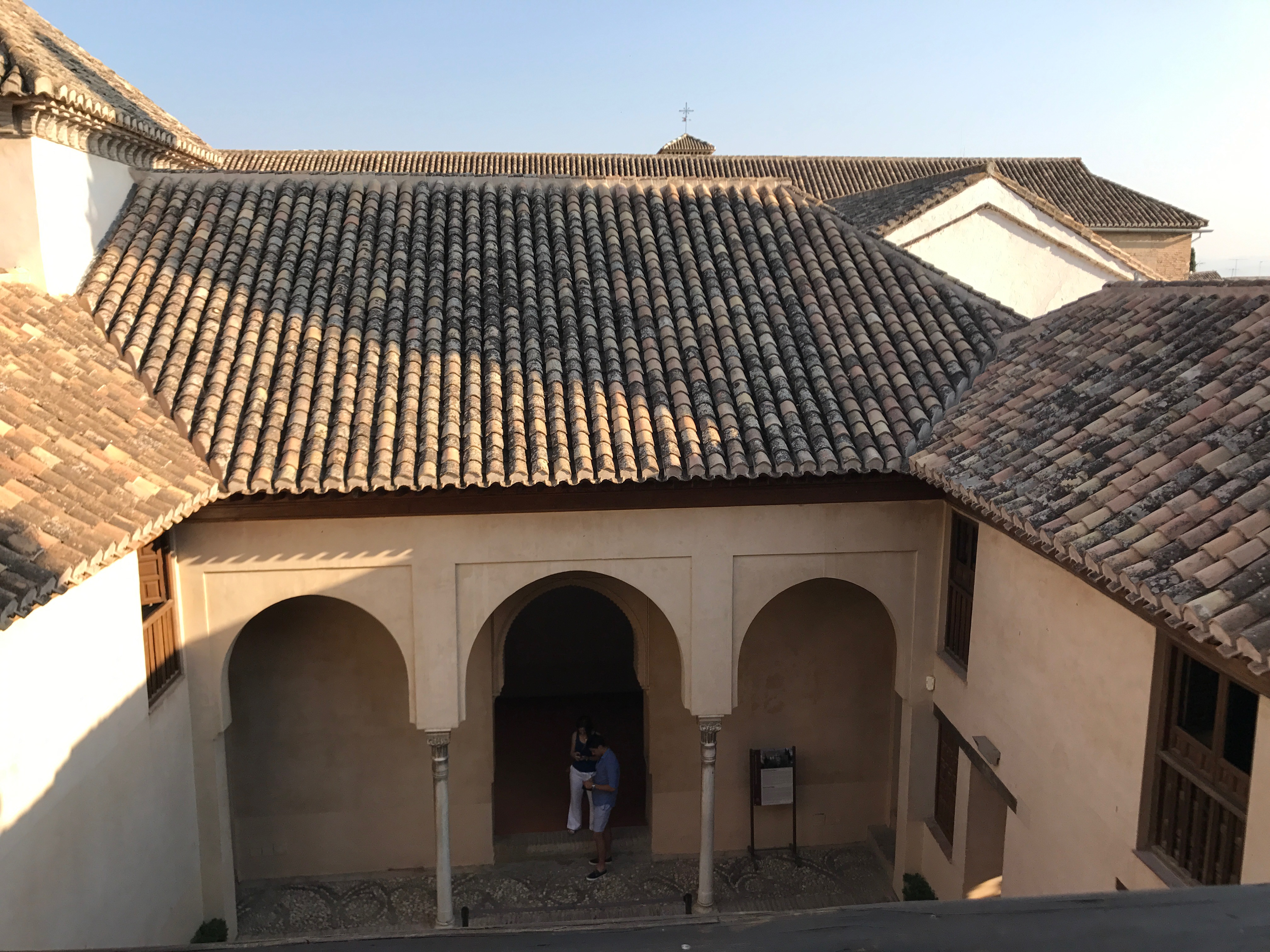
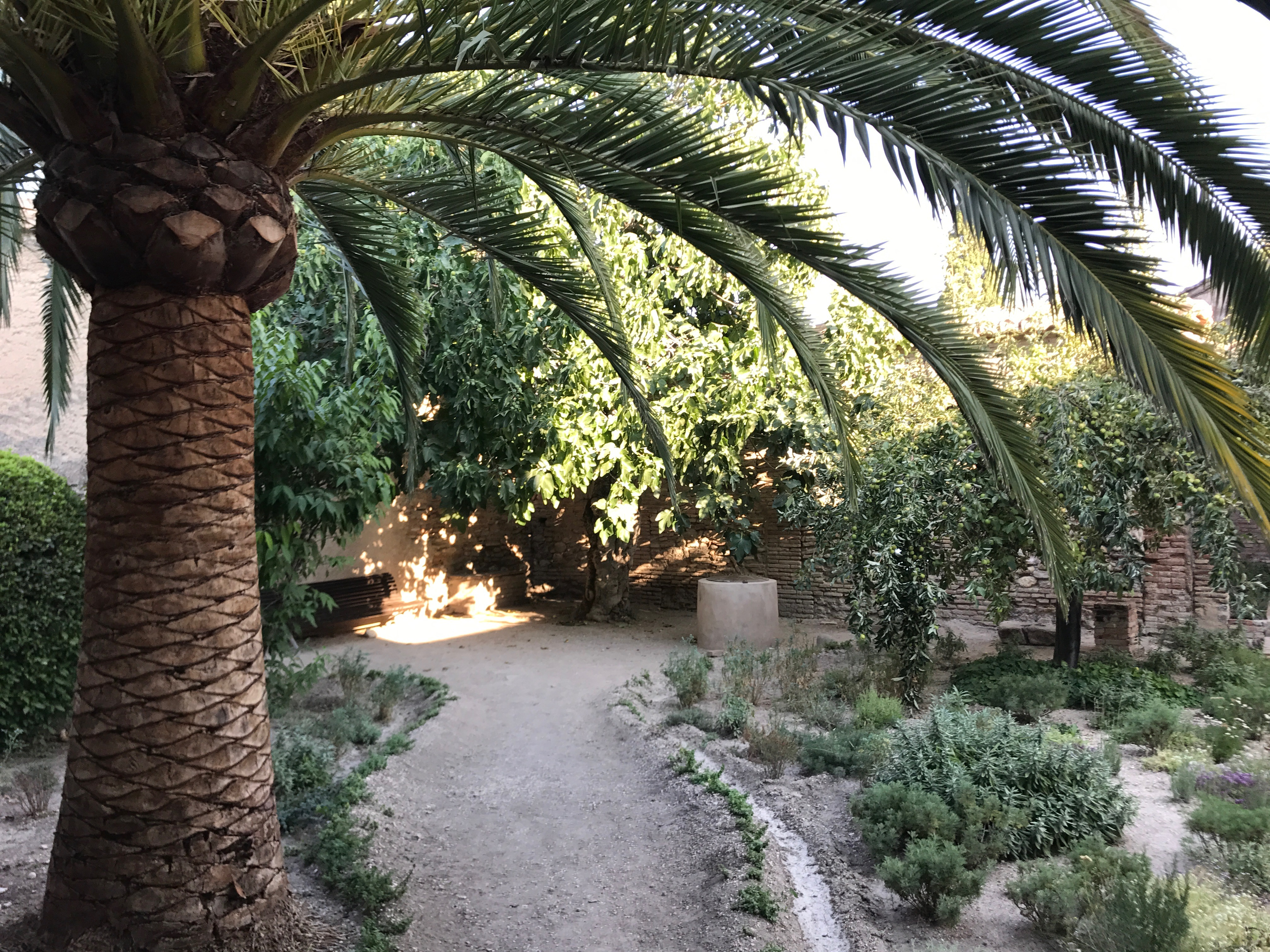
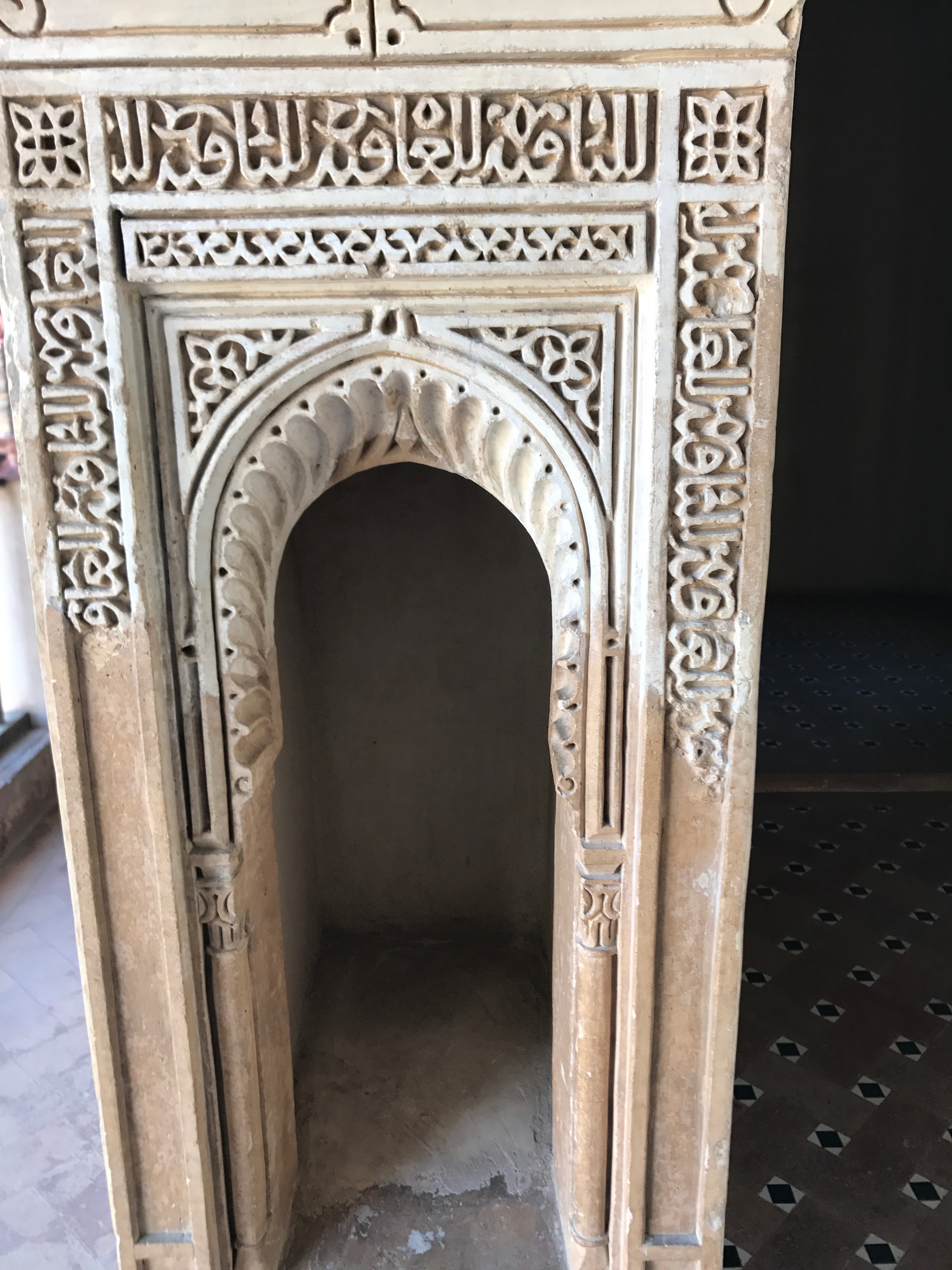
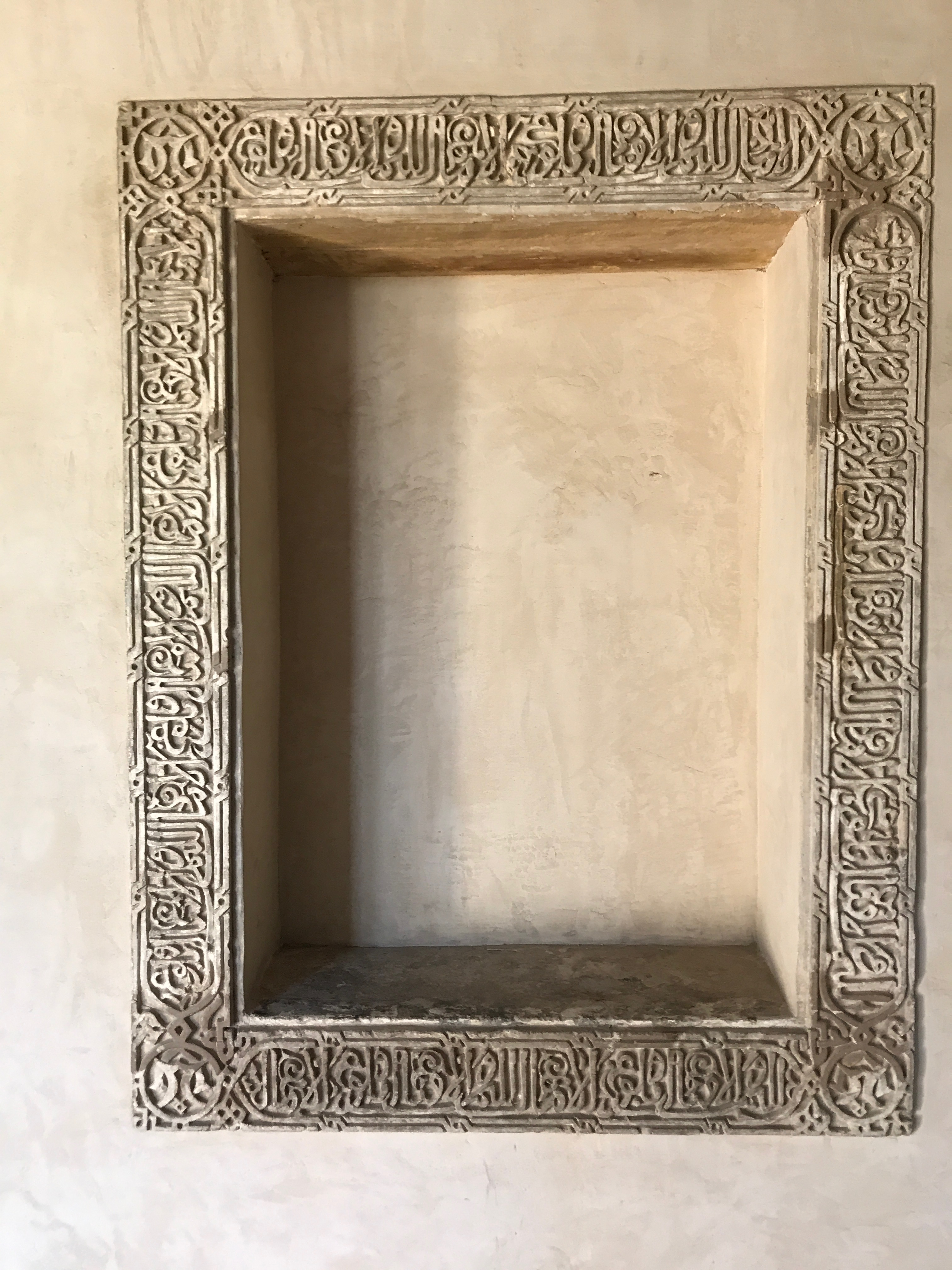
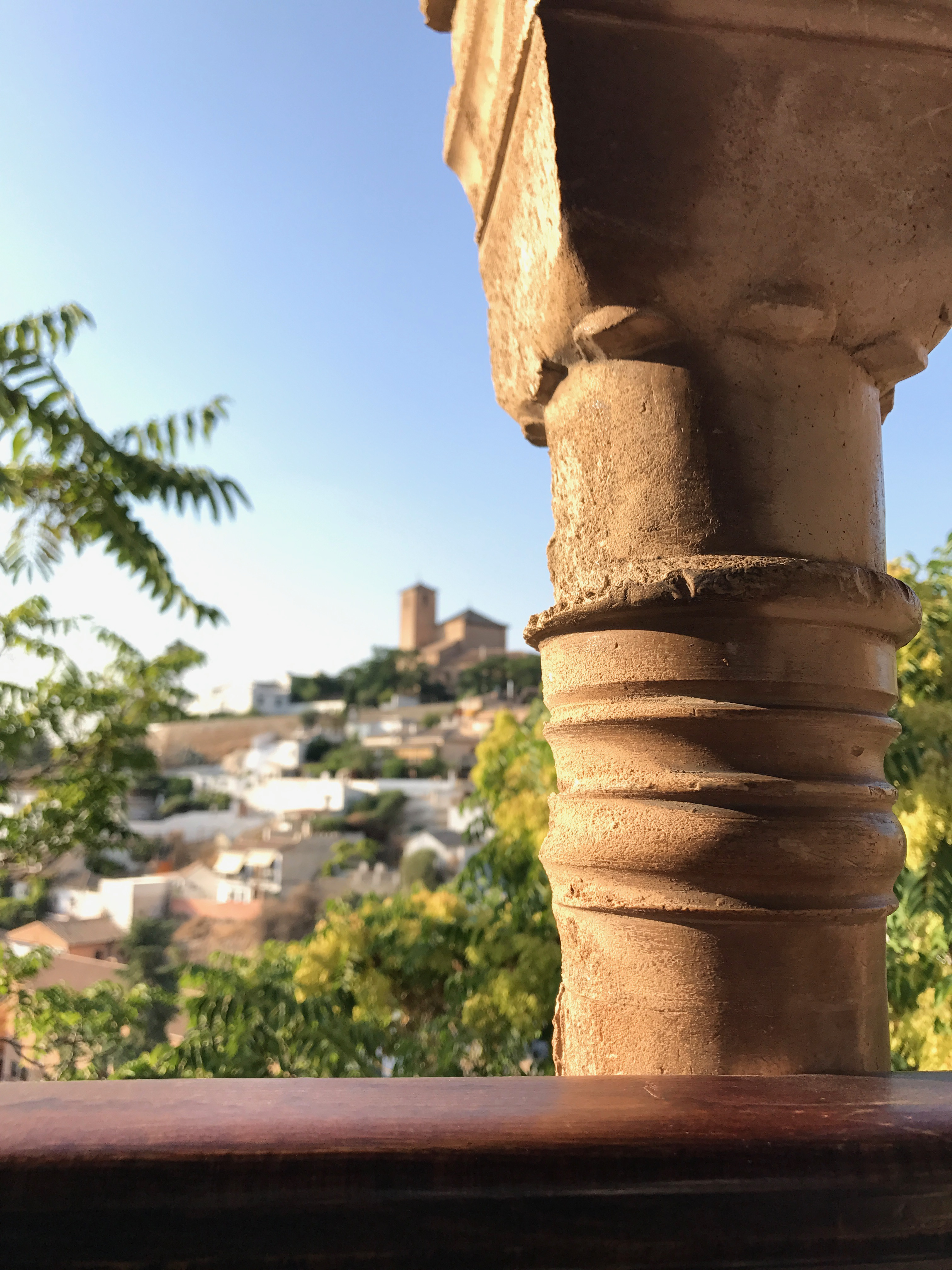
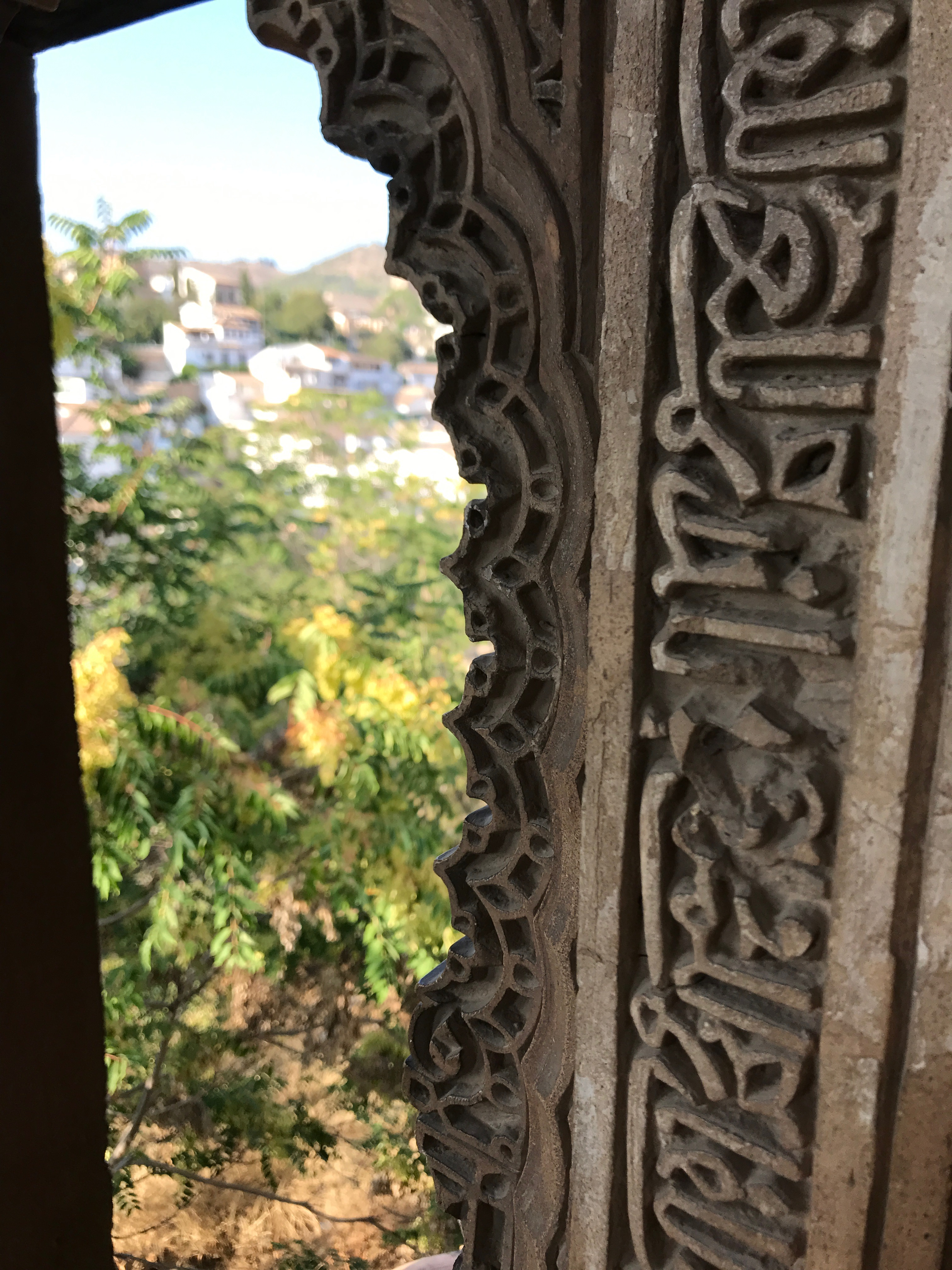